# پلاتینوم (آلاسکا)
پلاتینوم (به انگلیسی: Platinum) شهرکی در ناحیه سرشماری بتل، آلاسکا ایالت آلاسکا است که جمعیت آن در سرشماری سال ۲۰۰۰ میلادی ۴۱ نفر بوده‌است.